# El Rama
El Rama è un comune del Nicaragua facente parte della Regione Autonoma della costa caraibica meridionale.